# Herkes Kendi Evinde
Herkes Kendi Evinde är en turkisk långfilm från 2001 i regi av Semih Kaplanoglu.

## Handling
Selim har sörjt sina föräldrars bortgång i flera år och bestämmer sig till slut för att delta i ett amerikanskt lotteri där pass lottas ut, och han vinner. Sen bestämmer han sig för att lämna sin flickvän och sina rötter i Turkiet för att åka till Manhattan.
Han träffar sin farbror, Nasuhi, som bott i Ryssland de senaste 58 åren. Nasuhi ber Selim att följa med honom så att de båda kan besöka en plats från hans ungdom. De träffar Olga, en rysk flicka som blivit misshandlad av en kund hon försökt sälja sin kropp till. De alla tre beger sig till olivplantagen. Där finns en förfallen byggnad som Nasuhi bestämmer sig för att reparera. Under tiden försöker Selim hitta någon att sälja alltsammans till.

## Om filmen
Filmens urpremiär ägde rum under Istanbul Film Festival den 26 april 2001 och den har även visats under andra filmfestivaler runtom i världen, bland annat i Grekland (Thessaloniki International Film Festival) och Singapore (Singapore International Film Festival).

## Rollista i urval
- Tolga Cevik - Selim
- Erol Keskin - Nasuhi
- Anna Bielska - Olga
- Eylem Yildiz - Melike